# Pietro Santi Bartoli
Pietro Santi Bartoli (auch Pietro Santo Bartoli oder Piersanto Bartoli, lateinisch Petrus Sanctus Bartolus) (* 1635 in Perugia; † 7. November 1700 in Rom) war ein italienischer Zeichner, Kupferstecher und Altertumsforscher („Antiquar“).

## Leben
Bartoli kam bereits als Jugendlicher um 1643 nach Rom, wo er zunächst Malerei bei Jean Lemaire und Nicolas Poussin studierte, dann aber zur Kupferstecherei wechselte. Bartoli widmete sich vor allem der Reproduktion von Werken der antiken Kunst und kann als Hauptvertreter der archäologischen Richtung des römischen Kupferstichs angesehen werden. Er fertigte zahlreiche Zeichnungen nach der Antike an, die gestochen und zu Büchern zusammengefasst wurden, deren Text häufig von dem Antiquar Giovanni Pietro Bellori (1613–1693) verfasst wurde. Er publizierte Werke etwa zu antiken Reliefs (Trajanssäule, Mark-Aurel-Säule), zur römischen Malerei, die er in einer Art Corpus vorlegen wollte, zu antiken Gräbern, zu Porträts, Gemmen und Lampen. Bartolis Stichwerke dienten der weiten Verbreitung der Kenntnis der antiken Denkmäler Roms und bilden für zahlreiche Objekte, die nicht mehr im Original erhalten sind, heute eine Primärquelle, beispielsweise die Malereien des Nasoniergrabes.
Bartoli gehörte zu einem Kreis von Antiquaren, Künstlern und Kunst- und Antikenliebhabern im Rom des 17. Jahrhunderts, zu denen unter anderem Poussin, Giovanni Pietro Bellori, Cassiano Dal Pozzo und Carlo Antonio Dal Pozzo sowie die Kardinäle Francesco Barberini und Camillo Massimo gehörten. Nach dem Tode Belloris hatte Bartoli von 1696 bis zu seinem Tode das Amt des Aufsehers der Antiken im Kirchenstaat inne, des Commissario delle Antichità. Ebenso war er als Nachfolger Belloris Antiquar der Königin Christina von Schweden, deren umfangreiche Sammlungen er betreute und teilweise publizierte.
Sein Sohn war Francesco Bartoli (1670–1733), der als Kupferstecher und Antiquar in die Nachfolge seines Vaters trat.

## Werke
- Colonna Traiana eretta dal senato, e popolo romano all’imperatore Traiano Augusto nel suo foro in Roma. Scolpita con l’historie della guerra dacica la prima e la seconda espeditione, e vittoria contro il re Decebalo. Nuovamente disegnata, et intagliata da Pietro Santi Bartoli. Con l’espositione latina d’Alfonso Ciaccone, compendiata nella vulgare lingua sotto ciascuna immagine, accresciuta di medaglie, inscrittioni, e trofei, da Gio. Pietro Bellori. Rom 1667.[1]
- Columna Antoniniana Marci Aurelii Antonini Augusti Rebus Gestis Insignis: Germanis Simul, Et Sarmatis, Gemino Bello Devictis Ex S. C. Romae In Antonini Foro, Ad Via[m] Flaminia[m], Erecta, Ac Utriusqve Belli Imaginibus Anaglyphice Insculpta Nunc Primum A Petro Sancti Bartolo, Iuxta Delineationes In Bibliotheca Barberina Asservatas, A Se Cum Antiquis Ipsius Columnae Signis Collatas, Aere Incisa Et In Lucem Edita, Cum Notis Excerptis Ex Declaralionibus Io. Petri Bellorii. Rom 1675.
  - 2. Auflage: Columna Cochlis M. Aurelio Antonino Augusto dicata eius rebus gestis in germanica,: atque sarmatica expeditione insignis, ex s.c. Rom ad viam Flaminian erecta ac ubriusque belli imaginibus anaglyphice insailpta, brevibos notis Io. Petri Bellorii illustrata et a Petro Sancte Bartolo iuxto delineationes in Bibliotheca Barberina asservatas, ac cum antiquis ipsius column signis collatas re incisa iterum in lucem prodit sub faustissimis auspicys sanctiss. d.n. pap Clementis XI. Rom 1704.
- Le pitture antiche del sepolcro de Nasonii nella Via Flaminia disegnate ed intagliate alla similitudine degli antichi originali da Pietro Santi Bartoli; descritte & illustrate da Gio. Pietro Bellori. Rom 1680.
  - 2. Auflage: Le pitture antiche delle grotte di Roma, e del sepolcro de’ Nasonj disegnate, & intagliate alla similitudine degli antichi originali da Pietro Santi Bartoli, e Francesco Bartoli suo figliuolo. Descritte, et illustrate da Gio. Pietro Bellori, e Michelangelo Causei dela Chausse. Rom 1706.
- Veteres arcus Augustorum triumphis insignes ex reliquiis quae Romae sunt adhuc supersunt cum imaginibus triumphalibus restituti antiquis nummis notisquae Io. Petri Bellorii illustrati. Rom 1690.
- Le antiche lucerne sepolcrali figurate raccolte dalle caue sotterranee, e grotte di Roma, nelle quali si contengono molte erudite memorie disegnate, ed intagliate nelle loro forme da Pietro Santi Bartoli divise in tre parti con l’osservationi di Gio. Pietro Bellori. Rom 1691.
- Admiranda romanarum antiquitatum ac veteris sculpturae vestigia anaglyphico opere elaborata ex marmoreis exemplaribus quae Romae adhuc extant in Capitolio aedibus hortisque virorum principum ad antiquam elegantiam. A Petro Sancti Bartolo delineata incisa in quibus plurima ac praeclarissima ad romanam historiam ac veteres mores dignoscendos ob oculos ponuntur notis Io. Petri Bellorii illustrata. Rom 1693.
- Gli antichi sepolcri, overo Mavsolei romani et etrvschi, trouati in Roma & in altri luoghi celebri, nelli quali si contengono molte erudite memorie, raccolti, disegnati, & intagliati da Pietro Santi Bartoli. Rom 1697.
- Nummophilacium Reginae Christinae. Rom 1742.
- Museum Odescalchum Sive Thesaurus Antiquarum Gemmarum Cum Imaginibus In Iisdem Insculptis, Et Ex Iisdem Exsculptis: Quae A Serenissima Christina Svecorum Regina Collectae In Museo Odescalcho Adservantur Et A Pietro Sancte Bartolo Quondam Incisae, Nunc Primum In Lucem Proferuntur. Rom 1751/52.
- Picturae antiquissimi Virgiliani codicis Bibliothecae Vaticanae s Petro Sancte Bartoli aere incisae accedunt ex insignoribus pinacothecis picturae aliae veteres gemmae et anaglypha quibus celebriora Virgilii loca illustrantur compendiaria explanatione apposita ad singulas tabulas. Rom 1782.